# Bataille de Bama (2015)
Pour les articles homonymes, voir Bataille de Bama.
Insurrection de Boko Haram
La quatrième bataille de Bama a lieu du 10 au 14 mars 2015 lors de l'insurrection de Boko Haram au Nigeria.

## Déroulement
En mars 2015, la ville de Bama, tenue par Boko Haram depuis le mois de septembre est attaquée par l'armée nigériane. Le 12 mars, celle-ci affirme que Boko Haram a été chassé de la ville après 48 heures de combats. Ces déclarations sont cependant contredites par les témoignages des habitants de Bama, selon eux la ville est incendiée et sa population chassée le 14 mars par les hommes de Boko Haram. De son côté l'armée nigériane progresse sur deux fronts vers Bama s'empare des villages Boboshe et Yale après avoir affronté les djihadistes.
Les djihadistes de Boko Haram abandonnent la ville devant l'avancée de l'armée nigériane et se replient sur Gwoza. Mais avant de partir, les combattants massacrent leurs femmes, généralement mariées de force, dans le but selon des témoins, qu'elles restent « pures » et ne se remarient pas avec des « infidèles » afin de pouvoir les « retrouver au paradis ». Les tueries auraient commencé une dizaine de jours avant la prise de ville et auraient fait au moins plusieurs dizaines de morts selon des témoins. Le massacre aurait été ordonné par un chef de Boko Haram, certains combattants auraient cependant refusé d'obéir,,.

## Vidéographie
- [vidéo] La guerre contre Boko Haram, partie 3, VICE News, 11 avril 2015.